# Tramandaí (kommun)
Tramandaí är en kommun i Brasilien.   Den ligger i delstaten Rio Grande do Sul, i den södra delen av landet, 1 600 km söder om huvudstaden Brasília. Antalet invånare är 41 655.
Följande samhällen finns i Tramandaí:
- Tramandaí

Runt Tramandaí är det i huvudsak tätbebyggt.